# Processen (film)
Processen (The Trial) er en amerikansk filmindspilning fra 1962 af den tjekkiske forfatter Franz Kafkas tyske roman af samme navn, udgivet efter hans død i 1925. Den amerikanske instruktør Orson Welles udfærdigede sit eget manuskript til filmen. Efter filmens premiere kaldte Wells det sin bedste film.

## Handling
Filmen begynder med Kafkas parabel "Foran loven" - hvor hovedpersonen Josef K. står over for retsbygningen han om morgenen er blevet indkaldt til af to politibetjente. Tilstede var kolleger fra hans arbejdsplads, indkaldt som vidner til en forbrydelse hvis indhold han aldrig indvies i. I en anden scene ser Josef K. pågældende betjente blive pisket.
Josef K. står over for dommeren, men bliver fortsat aldrig indviet i anklagen. Retsprocessen forløber som i en labyrint hvor Josef K. møder adskillige embedsmænd, der ikke kan besvare nogle af Josef K's spørgsmål.
Ad andre veje erfarer Josef K. med tiden at han er blevet dømt til døden. Han afhentes af to bødler, der tilbyder ham at begå selvmord. Det afviser Josef K. Bødlerne placerer ham derefter i et hul de kaster en dynamitstang ned i. Josef K. griner blot og tager dynamitstangen i hænderne for måske at kaste den. Derefter høres en eksplosion.

## Rolleliste
- Anthony Perkins - Josef K. (bureaukrat)
- Jeanne Moreau - Marika Burstner (nabo; 'Bürstner' på tysk)
- Romy Schneider - Leni (Josef K.'s hustru)
- Elsa Martinelli - Hilda (gift med retsbetjent)
- Suzanne Flon - Frøken Pittl (udlejerens veninde)
- Orson Welles - Albert Hastler, advokat (ven til Josef K.'s onkel Max)
- Akim Tamiroff - Bloch (advokat Hastlers klient; 'Block' på tysk)
- Madeleine Robinson - Fru Grubach (Josef K.'s udlejer)
- Paola Mori - retsarkivar
- Arnoldo Foà - politiinspektør A
- Fernand Ledoux - chefsekretær ved domstolen
- Michael Lonsdale - præst
- Max Buchsbaum - undersøgelsesdommeren
- Max Haufler - Onkel Max
- Maurice Teynac - souschef
- Wolfgang Reichmann - retsbetjent
- Thomas Holtzmann - Bert, jurastuderende
- Billy Kearns - 1. assisterende politiinspektør
- Jess Hahn - 2. assisterende politiinspektør
- Naydra Shore - Irmie, Joseph K.'s kusine
- Carl Studer - mand, klædt i læder
- Jean-Claude Rémoleux - politimand #1
- Raoul Delfosse - politimand #2
- William Chappell - Titorelli (kunstner)
- Desuden deltog Katina Paxinou i en scene, der dog blev klippet ud.

## Virkningshistorie
I 1981 planlagde Wells en dokumentarfilm om tilblivelsen af The Trial (1962). Projektet skrinlagdes, men optagelser derfra opbevares på Münchens Filmmuseum.
Der blev aldrig indhentet copyright på filmen, hvorfor den eksisterer i mange piratversioner. I 1993 indspilledes en ny version ved David Hugh Jones, med Kyle MacLachlan og Anthony Hopkins, anmelderne sablede ned, som kun halvt så god som Wells' udgave. Jones' udgave baseredes på dramatikeren Harold Pinters manuskript til et radiospil af Processen.

## Eksterne referencer
- Imdb: Imdb.
- Rotten Tomatoes: Rotten Tomatoes: Trial.